# Edda Fabbri
Edda Fabbri (sinh năm 1949 ở Montevideo) là một nhà văn nữ người Uruguay. Cô đã được trao giải thưởng Casa de las Américas cho cuốn tiểu thuyết chứng thực Oblivion, kể lại những trải nghiệm của cô với tư cách là một tù nhân chính trị của chế độ độc tài quân sự dân sự của Uruguay.

## Đời sống
Mối quan tâm của Fabbri đối với các phong trào cánh tả bắt đầu từ khi còn nhỏ, khi cô nghiên cứu các bài phát biểu của Fidel Castro. Sau đó, trong thập niên 60 và 70, cô học tại Khoa Y, nơi anh tham gia phong trào sinh viên.
Năm 1971, Fabbri tham gia Phong trào giải phóng dân tộc Tupamaros. Vài tháng sau, cô bị giam cầm trong một nhà tù ở Montevideo, nơi họ bắt các tù nhân của những tội ác thông thường. Một tháng sau, cô tìm cách trốn thoát qua các đường ống và đường hầm của nơi này với sự giúp đỡ của các đồng nghiệp đang lên kế hoạch trốn thoát từ bên ngoài. Sau chín tháng tự do, năm 1972, cô bị giam cầm một lần nữa ở Punta de Rieles, nơi cô bị giam giữ trong 13 năm tiếp theo. Vào tháng 2 năm 1985, cô được ra tù cùng với một nhóm tù nhân chính trị khác. Lúc này, cô có một cô con gái tên Rosario cùng với người bạn đời của mình. Sau đó, con trai thứ hai, Pedro, cũng được sinh ra.
Cuốn sách đầu tiên của Fabbri, Oblivion, đã giành giải thưởng văn học Casa de las Américas cho văn học chứng thực vào năm 2007. Những câu chuyện khác của cô, đã được đưa vào Memorias para armar II (2000) và Exilios y tangueces (2009).
Hiện tại, cô làm việc trong các ấn phẩm tạp chí định kỳ khác nhau và từ năm 2000, cô cộng tác với Semanario Brecha.